# Sam E. Woods
Sam Edison Woods (* 15. Mai 1892 in Starrville, Smith County (Texas); † 22. Mai 1953 in München, begraben im Park von Schloss Höhenried) war ein US-amerikanischer Diplomat und Agent.

## Leben
Sam Woods war das zweite Kind und der älteste Sohn von Roderick Sam Woods und seiner Frau Annie Lee, geb. Palmer. Sein Vater arbeitete in Sägemühlen, und die Familie zog in seiner Kindheit häufig um. Nach dem Besuch der High School in Purvis, Lamar County (Mississippi), studierte er an der Valparaiso University Manual Arts (Handwerkslehre, Werkunterricht) und schloss dies 1913 mit dem Bachelor-Grad ab. 1914 war er kurzzeitig Student an der University of Wisconsin und 1917/18 am Massachusetts Institute of Technology. Im Ersten Weltkrieg diente er als Kriegsfreiwilliger im United States Marine Corps Aviation, unter anderem in Frankreich.
In erster Ehe heiratete er am 2. August 1917 die Hauswirtschaftslehrerin Katie Rose Anderson. Kurz nach der Geburt der Tochter Katie Rose starb die Mutter am 14. September 1918 an der Spanischen Grippe.
1920 lehrte er Manual Arts (auf Deutsch etwa Handwerksuntericht) am Mississippi State Teachers College, der heutigen University of Southern Mississippi und erwarb hier einen Bachelor of Science (B. Sc.). Er trat in den Dienst des US Army Education Corps und wurde in Frankreich, Deutschland und der Tschechoslowakei eingesetzt. Während seiner Zeit in Prag lernte er Milada Paula Vodracekovova (1902–1993) kennen, die im Dezember 1923 seine zweite Frau wurde.
Nach verschiedenen Jobs in Mississippi, darunter als Leiter eines Rehabilitationsprogramms des Mississippi State Department of Education, erhielt er 1929 auf die Empfehlung von Senator Pat Harrison die Berufung zum stellvertretenden US-Handelsbeauftragten an der Botschaft in Prag. Hier blieb er acht Jahre und stieg bis zum Handels-Attaché der Botschaft auf. 1934 begleitete er Joseph Taylor Robinson bei dessen Besuch in der Tschechoslowakei und der Oberammergauer Passionsspiele. Im August 1937 wurde er zum Inspector aller Handelsabteilungen der US-Botschaften in Europa mit Dienstsitz in Berlin ernannt und zwei Jahre später, im August 1939, zum Handelsattaché der Berliner Botschaft.
Woods gelang es, ein dichtes Netz an Kontakten in Berlin aufzubauen. Dazu zählten Wolf-Heinrich von Helldorff, Bernhard Berghaus und vor allem Erwin Respondek. Woods nutzte seine Kontakte für eine informelle nachrichtendienstliche Tätigkeit. Sein größter nachrichtendienstlicher Erfolg gelang ihm, als Respondek, den Woods aus Sicherheitsgründen in seinen Unterlagen stets nur mit seinem Decknamen Ralph bezeichnete, ihn im Januar 1941 über die deutschen Angriffspläne gegen die Sowjetunion informierte. Einen von Respondek verfasster Bericht über die strategischen, politischen und ökonomischen Planungen der deutschen Reichsführung sandte Woods unter Umgehung des Dienstwegs an das State Department in Washington weiter, dem so die deutschen Invasionspläne bekannt wurden (siehe Unternehmen Barbarossa). Auf die Empfehlung von Woods hin wurde Respondeks Identität und Verlässlichkeit durch seinen ehemaligen Parteifreund, den Ex-Reichskanzler Heinrich Brüning, der zu dieser Zeit als Exilant in den Vereinigten Staaten lebte und als Professor an der Harvard University lehrte, bestätigt, und Respondek wurde daraufhin vom amerikanischen Außenministerium als verlässliche Quelle eingestuft. Die Historiker William L. Langer und S. Everett Gleason urteilten später, Respondeks Bericht sei von einer „wahrhaft überwältigenden Bedeutung“ gewesen („of truly staggering import“), da er den eindeutigen Beweis dafür erbracht habe, dass Hitlers operative Direktiven auf einen Angriff auf die Sowjetunion abzielten. Wenig später wurde der Bericht von Respondek durch von den USA abgefangene und entzifferte japanische diplomatische Telegramme bestätigt.
In den folgenden Jahren setzte Respondek seine Informationstätigkeit für die Amerikaner fort und ließ diesen regelmäßig über seinen Verbindungsmann Woods Berichte mit von ihm beschafften Geheiminformationen zukommen. Unter anderem unterrichtete er die USA auch über die Fortschritte der deutschen Atomwaffenforschung (siehe Uranprojekt) sowie über seine Kontakte zu Wilhelm Ferdinand Kalle von deutschen Zyklon-B-Entwicklungen.
Nach dem amerikanischen Kriegseintritt als Folge des japanischen Angriffs auf Pearl Harbor im Dezember 1941 wurde Woods mit dem Botschaftspersonal unter George F. Kennan in Bad Nauheim interniert. Im Juni 1942 konnten die Diplomaten über Lissabon in die USA zurückkehren.
Woods erhielt im August einen neuen Posten als Generalkonsul in Zürich als legalem Deckmantel für seine nachrichtendienstlichen Tätigkeiten. Respondek lieferte weiterhin seine Berichte, und Woods knüpfte neue Kontakte, so zum Verleger Emil Oprecht. Mit dessen Hilfe bekam er Einblick in deutsche Emigranten- und Widerstandskreise. Von Reuben Hecht erhielt er Informationen über das Schicksal der ungarischen Juden, die er nach Washington weiterleitete. Woods brachte Hecht mit dem Rabbiner-Ehepaar Sternbuch zusammen; sie waren dann am Zustandekommen der Vereinbarung zwischen Himmler und Musy beteiligt.
Zu den Geheimoperationen, die Woods verantwortete, gehörte die Ausschleusung von Piloten der US Air Force, die aus ihrer Schweizer Internierung geflohen waren, nach Frankreich. Er schuf ein sehr effektives Netzwerk von Fluchthelfern, das ab Sommer 1943 über 200 Fliegern die Flucht ermöglichte. Am 6. November 1946 wurde er dafür mit der Medal of Freedom ausgezeichnet, einer der beiden höchsten zivilen Auszeichnungen der Vereinigten Staaten.
Im Zürcher Hotel Baur au Lac lernte er Wilhelmina Busch, verwitwete Scharrer, geschiedene Borchard kennen, die sehr wohlhabende jüngste Tochter von Adolphus Busch (Anheuser-Busch Companies). Sie lebte hier seit 1941 zusammen mit ihrer Schwester Claire von Gontard, der Witwe von Paul von Gontard, und ihrer Nichte Lilly Claire Berghaus, der Frau von Bernhard Berghaus, der ebenfalls oftmals längere Zeit hier verbrachte und gegen Ende des Krieges aus Deutschland nach Zürich flüchtete. Wegen ihrer Kontakte nach Deutschland standen die Busch-Erbinnen auf einer Schwarzen Liste des State Departments, womit ihre Vermögenswerte in den USA eingefroren und von Enteignung bedroht waren. Woods nutzte seine politischen Kontakte in Washington, D.C., um sie von der Liste streichen zu lassen und ihre Vermögenswerte frei zu bekommen, und verteidigte auch Berghaus in den alliierten Untersuchungen nach Kriegsende.

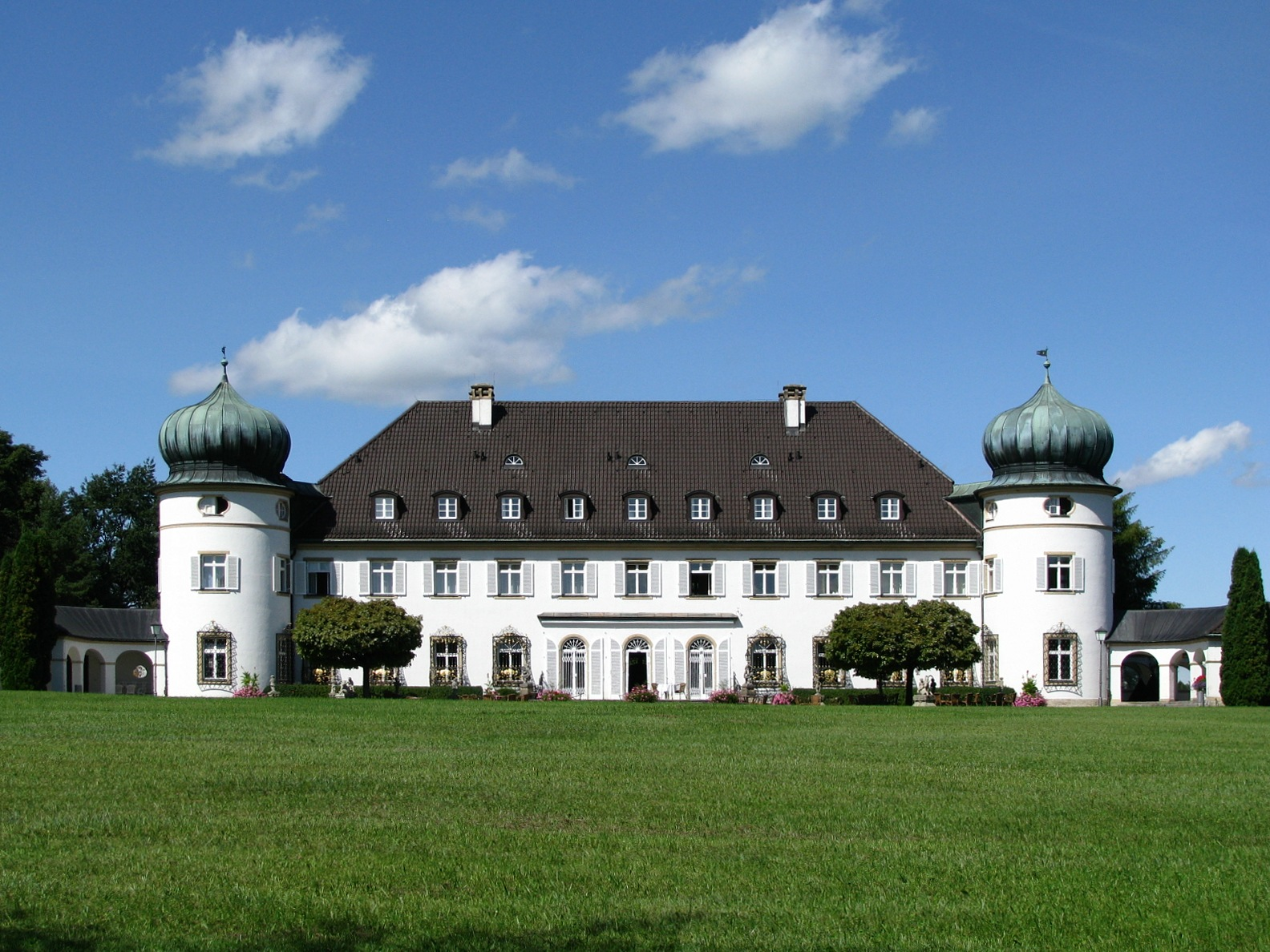
Schloss Höhenried

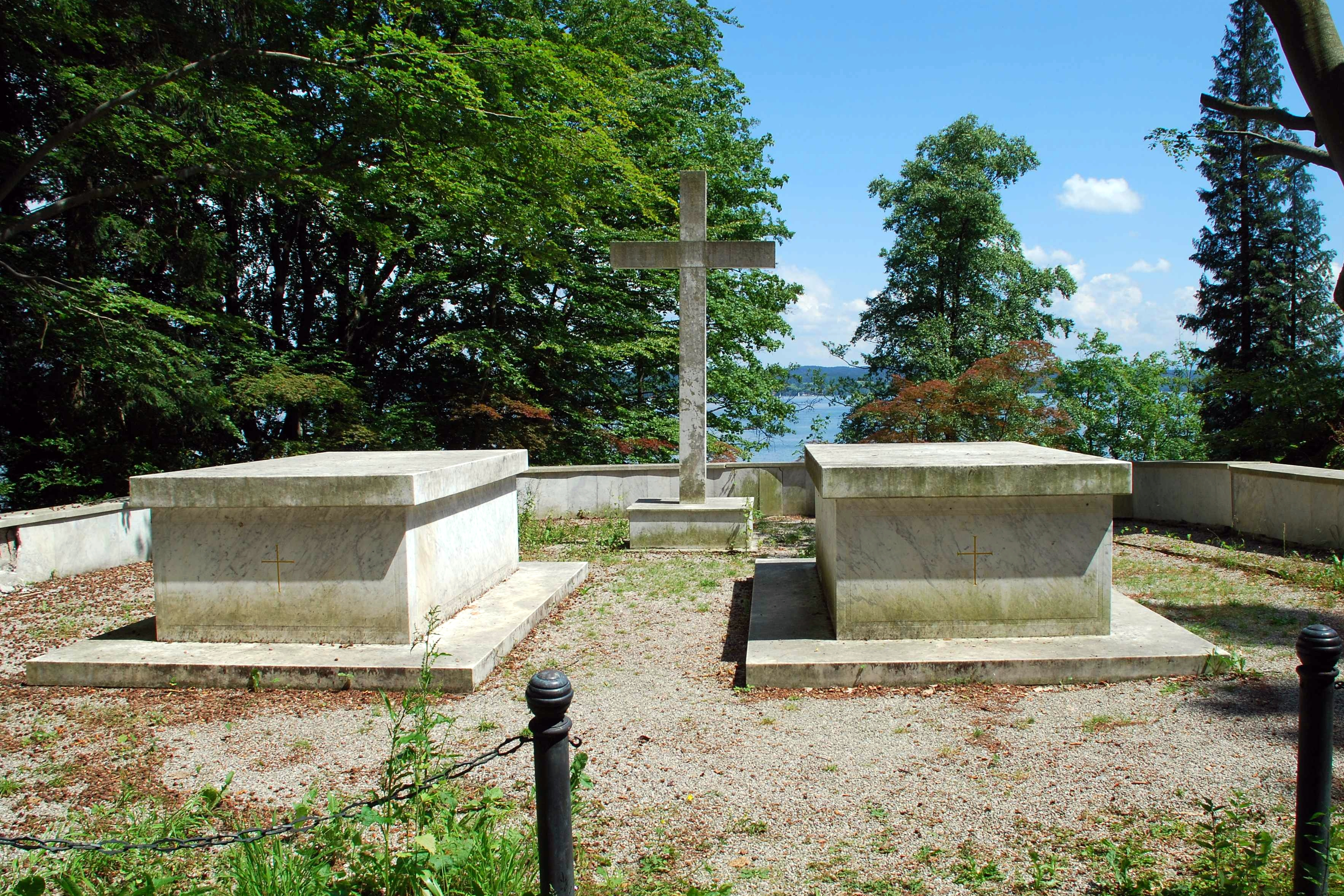
Gräber von Wilhelmina und Sam Woods im Schlosspark Höhenried

1947 ließ er sich als Generalkonsul nach München versetzen; gleichzeitig erwirkte seine Frau die Scheidung in Reno (Nevada). Kurz darauf heiratete er am 22. Februar 1948 Wilhelmina Busch. Das Paar lebte auf Schloss Höhenried, das Wilhelmina Busch in den 1930er Jahren hatte erbauen lassen. Aufgrund seiner Stellung und ihres Vermögens fanden in Höhenried bedeutende politische und gesellschaftliche Ereignisse statt.
In den darauf folgenden Jahren ließ das Ehepaar Busch-Woods den circa 600.000 Quadratmeter großen Park nach seinen Plänen umgestalten, und es wurden u. a. die Mississippi-Weiher und ein Gehege mit weißen Damhirschen errichtet, die bis heute Bestand haben. Zusätzlich brachte Wilhelmina Busch-Woods im Jahr 1950 den Bernrieder Park, ein ca. 80 Hektar großes Gelände, dessen Anlage nicht mehr verändert werden darf, in eine Stiftung ein. Ab dem Jahr 1952 wurde dann auch dieser Park zur Besichtigung freigegeben.
Wilhelmina Busch starb nach einer Herzoperation am 23. November 1952 in München. Sie wurde am Wilhelminen-Platz im Höhenrieder Park beigesetzt. Sam Woods wurde Alleinerbe ihres immensen Vermögens. Zehn Monate später hatte er bei der Rückkehr aus der Schweiz einen Autounfall und musste im Münchner amerikanischen Militärkrankenhaus behandelt werden. Am Tag seiner Entlassung erlitt er einen tödlichen Schlaganfall. Auch er wurde in Höhenried beigesetzt. Auf den Särgen steht der Spruch: „Love never ends“. Nach seinem Tod ging das auf über 5 Millionen US-Dollar geschätzte Vermögen auf eine Erbengemeinschaft über, die 1955 Schloss Höhenried an die LVA Oberbayern verkaufte.

## Nachlass

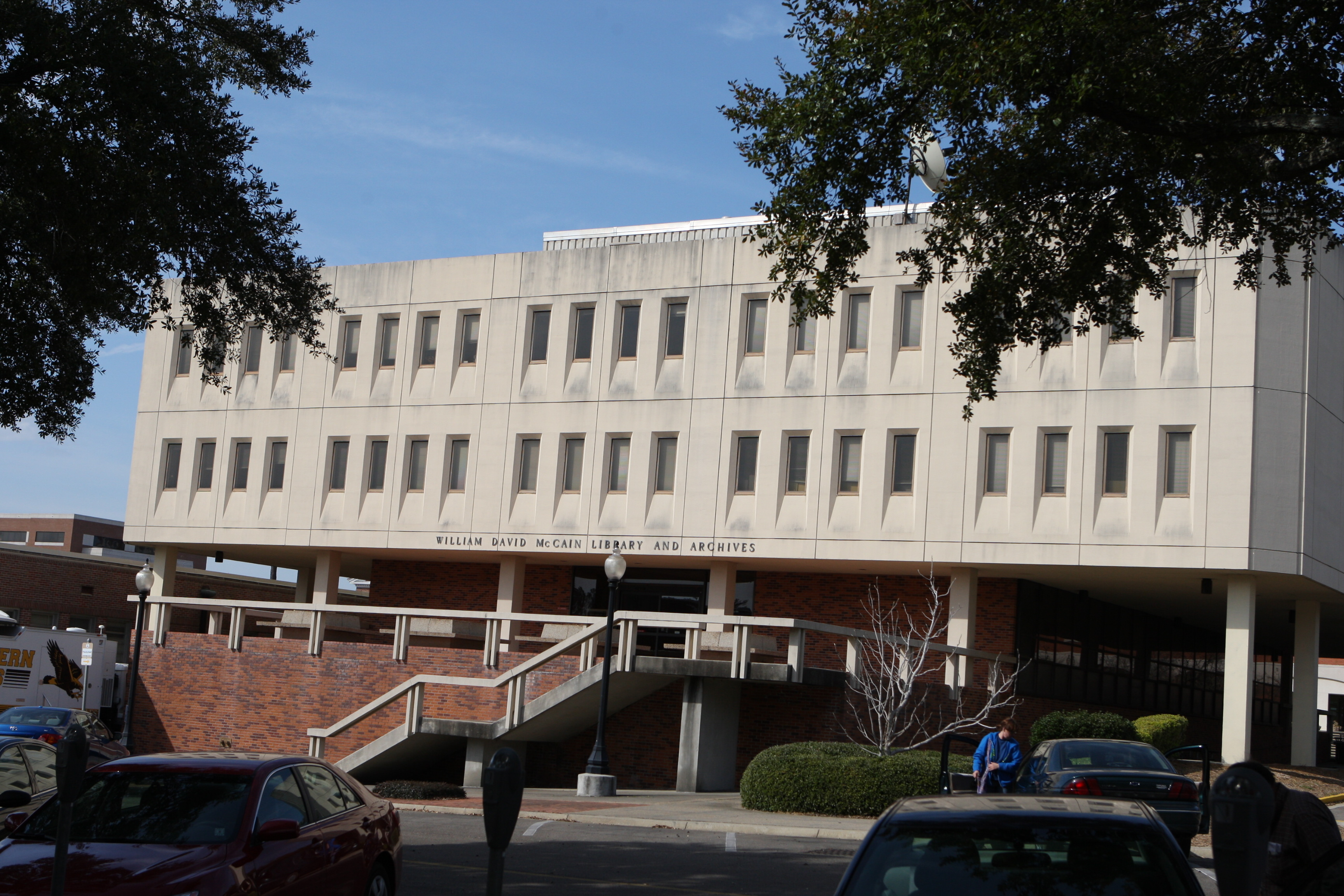
USM, McCain Library

Nach dem Tod seiner Frau plante Woods, zu seiner Tochter Katie Rose McClendon nach Hattiesburg zu ziehen, und hatte einen Teil seiner Kunstsammlung und Bibliothek in die USA verschiffen lassen. Er vermachte diese Sammlung der University of Southern Mississippi in Hattiesburg. 1976 fand die Sammlung eine adäquate Heimat in der neu erbauten McCain Library, wo der Woods Rare Book Room an Sam Woods und seinen Bruder Clarence, der lange Jahre Kaufmännischer Leiter der USM war, erinnert. 2015 organisierte die Bibliothek unter den Titel From Calvin to Rembrandt eine Sonderausstellung mit Büchern und Objekten aus der Sammlung.

## Auszeichnungen
- Medal of Freedom (1946)